# Kenny Verhoene
Kenny Verhoene (15 april 1973) is een Belgisch voormalig voetballer die speelde als verdediger. Na zijn actieve loopbaan ging Verhoene als trainer aan de slag. Sinds het seizoen 2012/2013 traint hij de Zeeuwse hoofdklasser HSV Hoek waarmee hij in het seizoen 2013/2014 kampioen wordt. In het seizoen 2014/2015 speelt HSV Hoek daardoor in de Topklasse. 

## Carrière als trainer
| seizoen | club                          | land      | competitie         | eindpositie |
| ------- | ----------------------------- | --------- | ------------------ | ----------- |
| 2007/08 | KFC Assenede                  | België    | 2de provinciale    | ?           |
| 2008/09 | KFC Assenede                  | België    | 2de provinciale    | ?           |
| 2009/10 | VV Zaamslag                   | Nederland | 2de klas zaterdag  | 3           |
| 2010/11 | VV Zaamslag                   | Nederland | 2de klas zaterdag  | 1           |
| 2011/12 | VV Zaamslag                   | Nederland | 1ste klas zaterdag | 13          |
| 2012/13 | KFC Sporting Sint-Gillis-Waas | België    | 1ste provinciale   | -           |
| 2012/13 | HSV Hoek                      | Nederland | Hoofdklasse B      | 3           |
| 2013/14 | HSV Hoek                      | Nederland | Hoofdklasse B      | 1           |
| 2014/15 | HSV Hoek                      | Nederland | Topklasse zaterdag | -           |

## Carrière als speler
| seizoen | club              | land     | competitie       | wed. | goals |
| ------- | ----------------- | -------- | ---------------- | ---- | ----- |
| 1993/94 | SK Lovendegem     | België   | Vierde Klasse A  | ?    | ?     |
| 1994/95 | KAA Gent          | België   | Jupiler League   | 20   | 0     |
| 1995/96 | KAA Gent          | België   | Jupiler League   | 30   | 1     |
| 1996/97 | KAA Gent          | België   | Jupiler League   | 17   | 1     |
| 1997/98 | STVV              | België   | Jupiler League   | 16   | 3     |
| 1998/99 | KRC Harelbeke     | België   | Jupiler League   | 25   | 3     |
| 1999/00 | KRC Harelbeke     | België   | Jupiler League   | 26   | 5     |
| 2000/01 | KRC Harelbeke     | België   | Jupiler League   | 3    | 0     |
| 2001/02 | Crystal Palace FC | Engeland | The Championship | 2    | 0     |
| 2002/03 | Hapoel Beër Sheva | ISR      | Ligat Ha'Al      | ?    | ?     |
| 2002/03 | KV Kortrijk       | België   | Derde Klasse A   | 17   | 1     |
| 2003/04 | Red Star Waasland | België   | Derde Klasse A   | 15   | 2     |
| 2004/05 | KSV Oudenaarde    | België   | Vierde Klasse A  | 12   | 4     |
| 2005/06 | KSV Oudenaarde    | België   | Vierde Klasse A  | 27   | 5     |